# 细穗藜
细穗藜（学名：Chenopodium gracilispicum）为苋科藜属的植物，是中国的特有植物。分布于中国大陆的山东、陕西、甘肃、湖北、河南、浙江、江苏、四川、江西、广东、湖南等地，生长于海拔1,000米至2,000米的地区，常生长在林缘、山坡草地以及河边，目前尚未由人工引种栽培。